# SM U–30 (Osztrák–Magyar Monarchia)
Az SM U-30 a Császári és Királyi Haditengerészet tengeralattjárója volt, építését Fiuméban a Ganz Danubius hajógyár végezte a német UB-II típus tervei alapján 1916-ban. Próbaútjait követően 1917. február 17-én állt szolgálatba. 1917. februárjának-, majd márciusának végén bevetésre indult a Földközi-tengerre, utóbbit követően azonban a búvárnaszáddal minden kapcsolat megszakadt, sorsáról nem rendelkezünk biztos adatokkal.

## Építése és szolgálata
Az SM U-30 az ún. Weser-osztály búvárnaszádja volt, mely a német UB-II típus megvásárolt licence alapján épült meg a fiumei Ganz Danubius hajógyárban. 1916. március 9-én kezdődött meg a tengeralattjáró építése, szolgálatba állítására ugyanazon évben, december 27-én került sor. Próbaútjai 1917. január 8-án kezdődtek meg, hamarosan lezajlottak a vízalatti üzemmód-és a nyomáspróbák is. Február 5-én a hajó legénységi kiképzőúton vett részt, majd másnap Fiuméből a pólai támaszpontra indult.
1917. február 17-én állították hivatalosan szolgálatba, parancsnoka a budapesti születésű Friedrich Fähndrich sorhajóhadnagy lett. A legénység tagjai között számos magyar nemzetiségűt lehet találni, a parancsnok mellett az elsőtiszt, Tóth István sorhajóhadnagy és a másodtisztek (Hricsováry Ricsováry Sándor-és a nyitrai születésű Bakay Gyula fregatthadnagyok) szintén magyar származásúak voltak.
Február 26-án bevetésre indult a Földközi-tengerre, a Matapan-foknál, Kréta-és a Tarantói-öböl mentén végzett járőrözést, azonban ellenséges hajóval nem találkozott. Az útja során viharba került hajó komoly károkat szenvedett a szeszélyes időjárás következtében, mellvédje megsérült, leszakadt a rádióárbóca és elromlott a hajó pörgettyűs tájolója. A sérült hajó hamarosan, március 16-án befutott a Cattarói-öbölbe, ahol hamarosan kijavították a károkat.
Március 31-én az immár helyreállított búvárnaszád újabb bevetésre indult a Cattarói-öbölből, ahonnan azonban sohasem tért vissza. A tengeralattjáró-és legénységének sorsa a mai napig nem tisztázott, április 1-2. után semmiféle információ nem áll rendelkezésre. Valószínűsíthetően az otrantói tengerzár egyik aknája, vagy egy, a hajón fellépő műszaki hiba következtében a tengeralattjáró elsüllyedt. Fellelhető olyan adat is, mely szerint az U-30-at az angol HSM Plough Boy őrhajó süllyesztette el április 30-án vízibombákkal, de erre sincsenek konkrét bizonyítékok.

## Parancsnokai
| Név                 | Rang           | Hivatal kezdete   | Hivatal vége  |
| ------------------- | -------------- | ----------------- | ------------- |
| Friedrich Fähndrich | sorhajóhadnagy | 1917. február 17. | 1917. április |